# Matilda de Palatinat
Matilda de Palatinat (n. 7 martie 1419, Castelul Heidelberg – d. 22 august 1482, Heidelberg) aparținând Casei de Wittlesbach, a fost o prințesă a Palatinatului care a devenit prin căsătorie contesă de Württemberg și apoi arhiducesă de Austria.
Importanța Matildei în istoria Germaniei nu se datorează doar legăturilor ei dinastice, ci contribuției ei la dezvoltarea învățământului acestei țări.

## Biografie
Matilda a fost cel de-al doilea copil al principelui elector Ludovic al III-lea al Palatinatului, supranumit Bărbosul, și primul copil rezultat din a doua căsătorie a principelui, cu contesa Matilda de Savoia-Ahaia, fiind astfel sora mai mare a principelui elector a principelui elector Ludovic al IV-lea al Palatinatului.

### Căsătoria cu Ludovic I de Württemberg
Deja pe 25 noiembrie 1419 (adică la vârsta de opt luni) Matilda a fost logodită cu Ludovic I, contele de Württemberg care avea atunci șapte ani (n. 1412). Ea a crescut în Heidelberg, orașul în care unchiul ei Rupert I  fondase în 1386 cea mai veche universitate a Germaniei de astăzi, Universitatea din Heidelberg.
Pe 21 octombrie 1436 la Stuttgart a fost încheiată căsătoria cu Ludovic de Württemberg, care fusese convenită cu 17 ani înainte. În 1419 Ludovic și-a urmat tatăl în regiunea Urach. Au avut cinci copii împreună:
- Matilda (n. după 1436 – d. 1495), căsătorită în 1454 cu Ludovic al II-lea, landgraful de Hessa (1438–1471);
- Ludovic al II-lea (n. 1439 – d. 1457), conte de Württemberg-Urach din 1450;
- Andrei (n. și d. 1443);
- Eberhard al V-lea (n. 1445 – d. 1496), din 1457 conte de Württemberg-Urach, din 1482 conte al întregului Württemberg, din 1495 duce de Württemberg ca Eberhard I;
- Elisabeta (n. 1447 – d. 1505), căsătorită în 1470 cu Johann al II-lea, conte de Nassau-Saarbrücken (1423–1472) și din 1474 cu Henric cel Bătrân, conte de Stolberg (1436–1511). Matilda (în stânga) împreună cu Margareta Württemberg, nepoata ei (vitraliu din Mănăstirea Sf. Georg din Tübingen, c. 1477, atelierul din Strasbourg al lui Peter Hemmel von Andlon)

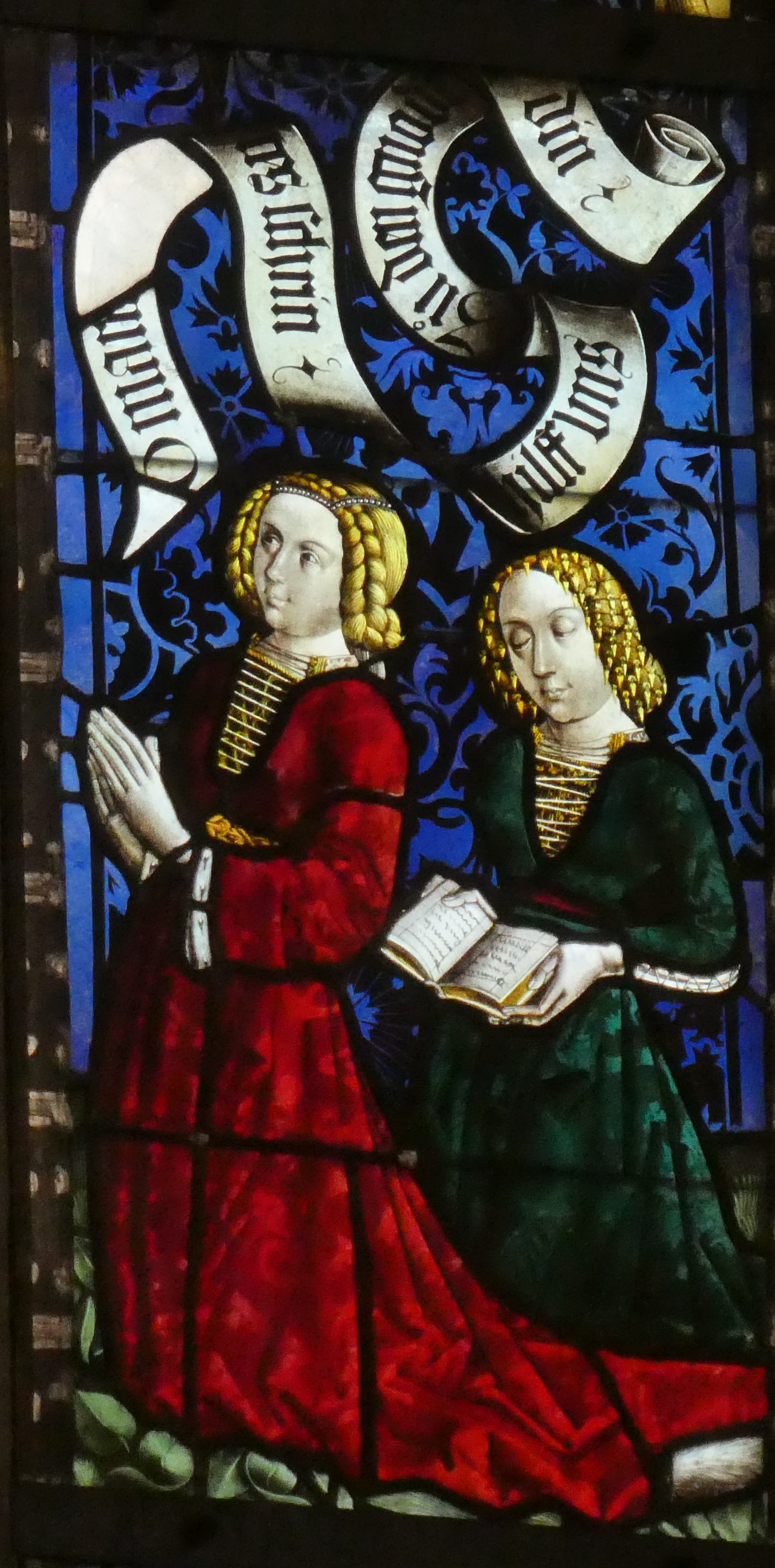
Matilda (în stânga) împreună cu Margareta Württemberg, nepoata ei (vitraliu din Mănăstirea Sf. Georg din Tübingen, c. 1477, atelierul din Strasbourg al lui Peter Hemmel von Andlon)

Pe 24 septembrie 1450 soțul ei a murit în urma unei epidemii, astfel încât influența ei la curtea din Urach a slăbit mult. Văduvă la 31 de ani, cu patru copii cu vârste cuprinse între trei și treisprezece ani, Matilda se afla într-o situație dificilă.

### Văduvă în Böblingen
Cumnatul ei, Ulrich al V-lea, contele de Württemberg supranumit cel Iubit, a încercat imediat să obțină tutela copiilor Matildei (se poate presupune că pentru el interesantă era tutela copiilor cu drept). În același an Matilda s-a mutat în Böblingen - reședința la care avea dreptul ca văduvă conform contractului de căsătorie.
Ca văduvă ea dispunea de veniturile rezultate din impozitele colectate pe domeniul ei, dar avea și dreptul de a conduce efectiv domeniul. Conform contractului privind viitoarea căsătorie încheiat în anul 1419, toți locuitorii domeniilor trebuiau să depună jurământul feudal față de Matilda și să-i fie supuși. La fel ca viitoarea ei noră, Barbara Gonzaga, ea a prezidat propria curte de judecată care era curtea supremă de apel pentru tribunalul orașului Böblingen și tribunalele celorlalte localități.
Domeniul Böblingen era mic la acea vreme, dar era destul de atractiv pentru Matilda, deoarece aparținea unui teritoriu de vânătoare popular, iar frumoasa văduvă putea să participe la această activitate potrivită statutului ei.

### Căsătoria cu arhiducele Albert al VI-lea
În 1452 Matilda s-a căsătorit cu arhiducele Albert al VI-lea al Austriei (n. 18 decembrie 1418 – d. 2 decembrie 1463). Acesta era fratele împăratului Frederic al III-lea.
Rangul înalt al soțului ei este dovedit de nunta fastuoasă care a avut loc pe 10 august 1452 și care a reprezentat un eveniment magnific pentru orașul Böblingen. Prin căsătorie Matilda a devenit cumnata împăratului și astfel doamna cu cel mai înalt rang din imperiu după soția acestuia. Deși se căsătorise, Matilda a păstrat domeniul Böblingen și a continuat să locuiască din când în când acolo. 
În 1457 ea l-a convins pe arhiducele Albert să înființeze o universitate în Freiburg (numită Albertina la vremea aceea). Nu există dovezi serioase pentru afirmația că abilitățile intelectuale ale lui Albert ar fi fost insuficiente pentru o astfel de decizie; educația sa avea nivelul corespunzător standardelor obișnuite pentru rangul lui în Sfântul Imperiu Roman. Bazată pe surse, descrierea detaliată a înființării Universității din Freiburg făcută de Dieter Speck demonstrează că rolul real al Matildei de fondator al acestei universități poate fi considerat ca fiind legendă.
Matilda a murit pe 22 august 1482, la vârsta de 63 de ani, la Castelul Heidelberg și a fost înmormântată în Mănăstirea cartuziană Güterstein, alături de primul ei soț. În 1554 rămășițele lor și pietrele funerare au fost transferate în corul bisericii mănăstirii din Tübingen.